# Glória (malacologia)
O termo glória é uma denominação portuguesa e pouco usual, derivada da nomenclatura vernácula inglesa, aplicada a uma série de cinco espécies de moluscos marinhos da família Conidae e gênero Conus, habitantes principalmente do Indo-Pacífico, cujas conchas foram, ou ainda são, extremamente cobiçadas pelos conquiliologistas dedicados ao colecionismo; estendendo-se, por conseguinte, também ao estudo malacológico.
Isto se iniciou, no passado, após a identificação (o ato de dar uma identidade) de uma espécie denominada Conus gloriamaris pelo clérigo dinamarquês Johann Hieronymus Chemnitz, em 1777, no texto Von einer ausserordentlich seltenen Art walzenförmiger Tuten oder Kegelschnekken, welche den Namen Gloria maris führt ("De uma espécie extraordinariamente rara de caramujos cilíndricos ou caracóis cone, que leva o nome de Gloria maris"); publicado no Beschäftigungen der Berlinischen Gesellschaft Naturforschender Freunde ("Atividades da Sociedade de Amigos das Ciências Naturais de Berlim") 3:321-331, pl. 8.; sendo este o único táxon que Chemnitz conseguira inserir no sistema de classificação científica, ao obedecer corretamente as regras de nomenclatura binominal criadas por Carl von Linné em sua obra Systema Naturae; onde fora inserida a espécie Conus granulatus, em 1758, e que viria a ser conhecida como "a glória do Atlântico" (Glory of the Atlantic Cone) – após Chemnitz – por ocorrer do sul dos Estados Unidos e Bahamas até o mar do Caribe.
O holótipo de Conus gloriamaris pertencera a um gabinete de curiosidades holandês, de um homem de nome Schluyter, e fora mencionado em um catálogo de vendas de 1757 (sua primeira aparição em leilão), onde fora listado como Gloria maris ("glória do mar"); sendo adquirido pelo conde Adam Gottlob Moltke, que, vinte anos depois, o emprestara a Chemnitz juntamente com uma gravura do artista e naturalista Franz Michael Regenfuss. Depositada no Museu Zoológico da Universidade de Copenhague, essa concha é bastante modesta (9.2 centímetros) e danificada.
Sua popularidade para o colecionismo, devida à sua raridade, gerou lendas e anedotas. Está citado que um britânico, chamado Hugh Cuming, encontrou dois ou três espécimes vivos, em 1837, num recife raso em Bohol, nas Filipinas. Pouco depois disso, espalhou-se a falsa notícia de que o tal recife havia sido destruído por um tsunâmi, o que levou o famigerado Conus a ser declarado extinto. Uma segunda história fora contada pelo naturalista inglês Samuel Pickworth Woodward, em meados do século XIX; a de que um famoso colecionador dinamarquês, Chris Hwass, possuía um espécime, que ele acreditava ser o único do país, pagando uma grande quantia para obter uma segunda concha, em leilão, e que, assim que a obteve, esmagou-a para que o seu outro espécime se valorizasse. Em 1951, durante uma exibição do Museu Americano de História Natural, em Nova Iorque, um Conus gloriamaris também fora roubado, gerando notícia nos jornais. De acordo com o malacologista S. Peter Dance, gloriamaris é "uma bela concha, sem dúvida, mas há muitas outras conchas que a superam em beleza".
Em 1957, quase duzentos anos depois, apenas duas dúzias de espécimes de Conus gloriamaris, a "glória-do-mar" (Glory of the Sea Cone), eram conhecidos, até começarem a aparecer novamente nas Filipinas. Dez anos depois desta data, o número de espécimes conhecidos triplicou assim que os coletores descobriram suas regiões de coleta, na Nova Guiné. Em 1964, 48 espécimes já haviam sido descobertos, nesta área, até que, em 1969, um par de mergulhadores encontrou de quase a mais de cem – os relatos divergem – espécimes vivos, em Guadalcanal, nas ilhas Salomão, e então a raridade do Conus gloriamaris se tornou uma história lendária, sendo a sua concha considerada de rara para incomum e tornando-se bem mais acessível. No entanto, desde o seu início, o significado histórico e sua mística continuaram denominando outros moluscos similares, cujas conchas, além de adquirir grande beleza, se tornaram extremamente cobiçadas por sua raridade.

## Séculos XIX e XX: novas espécies

### 1894
No ano de 1894 o malacologista francês Félix Pierre Jousseaume nomeara uma nova espécie, Conus milneedwardsi, o Conus "glória-da-Índia" (Glory of India Cone); também denominado Drap d'Or Pyramidal, no passado, significando "pano da pirâmide de ouro", em francês; citada como CONUS MILNE-EDWARDSI (em caixa alta) no texto Diagnoses des Coquilles de Nouveaux Mollusques; publicado no Bulletin de la Société Philomathique de Paris, 8(6): 98-105; nomeada em homenagem a Alphonse Milne-Edwards, diretor do Museu de História Natural de Paris, França (onde está seu holótipo), e com sua localidade-tipo registrada em Adem; estando entre as mais raras conchas do mundo, durante o século XX. É citada como "uma das descobertas mais importantes do gênero durante o século XIX".

### 1968
Na década de 1960 o malacologista japonês Takashi A. Okutani, em 1968, descrevera o Conus bengalensis, a "glória-de-Bengala" (Glory of Bengal Cone), no texto A new cone from the Bay of Bengal, Darioconus bengalensis, n. sp; publicado em Venus 26(3/4):66-69, pl. 7., inicialmente dentro do obsoleto gênero Darioconus; cujo holótipo havia sido pescado, dez anos antes, por um navio de pesquisa japonês, e posteriormente colocado no Laboratório Regional de Pesquisa Pesqueira de Tokai (Tóquio); sendo nativa do nordeste do oceano Índico, no golfo de Bengala e mar de Andamão; estando colocada entre as mais raras conchas do mundo, durante o século XX, e sendo um item de colecionador muito valorizado. Esta espécie está intimamente relacionada com o Conus gloriamaris, mais do aque as outras com a denomiação glória durante o século XX; tendo, ambas, sido colocadas no mesmo subgênero, Cylinder; em certo momento até mesmo elevado à categoria de gênero.

## Século XXI
A história das denominações glorificantes de conídeos parecia estar acabada quando, na primeira década do século XXI, em junho de 2009, Poppe & Tagaro resolvem publicar a nomeação de um único espécime, por eles descoberto na região de Zamboanga, sudoeste das Filipinas, com o nome Conus glorioceanus, a "glória dos oceanos" (Glory of the Oceans Cone), no texto A spectacular new Conus (Conidae) from the Philippines, publicado em Visaya. 2 (4): 52-56, sendo uma terceira espécie do subgênero Cylinder. Por sua beleza e aparente raridade, a partir de então fora submetida a falsificações; utilizando-se, para isso, as conchas de uma espécie de formato similar: Conus ammiralis.